# Nanette Fabray
Nanette Fabray (San Diego, 27 ottobre 1920 – Palos Verdes, 22 febbraio 2018) è stata un'attrice, cantante e ballerina statunitense, attiva in campo teatrale, televisivo e cinematografico.
Nel corso della sua carriera ha vinto due Emmy Awards e un Tony Award alla miglior attrice protagonista in un musical nel 1949, per la sua interpretazione nel musical di Broadway Love Life.
Nel 1963 viene candidata nuovamente al Tony Award alla miglior attrice protagonista in un musical per Mr. President.

## Filmografia parziale

### Cinema
- The Monroe Doctrine, regia di Crane Wilbur - cortometraggio (1939)
- Nostra Signora di Fatima (The Miracle of Our Lady of Fatima), regia di John Brahm (1952)
- Spettacolo di varietà (The Band Wagon), regia di Vincente Minnelli (1953)
- La nostra vita comincia di notte (The Subterraneans), regia di Ranald MacDougall (1960)
- Lieto fine (The Happy Ending), regia di Richard Brooks (1969)
- Amy, regia di Vincent McEveety (1981)

### Televisione
- The Kaiser Aluminum Hour – serie TV, episodio 1x21 (1957)
- The Alcoa Hour – serie TV, episodio 2x13 (1957)
- La legge di Burke (Burke's Law) – serie TV, episodi 1x26-2x07 (1964)
- The Danny Thomas Hour – serie TV, episodio 1x01 (1967)
- La signora in giallo (Murder, She Wrote) - serie TV, episodio 7x16 (1991)